# Civiasco
Civiasco (Civiasch in piemontese e in dialetto valsesiano) è un comune italiano di 222 abitanti in provincia di Vercelli in Piemonte. È il luogo di nascita di Emma Morano, Decana dell'umanità e ultima donna in vita a nascere nel XIX secolo fino al 2017. 

## Geografia
Civiasco si trova nella valletta del torrente Pascone, in sinistra idrografica della Valsesia.

## Storia

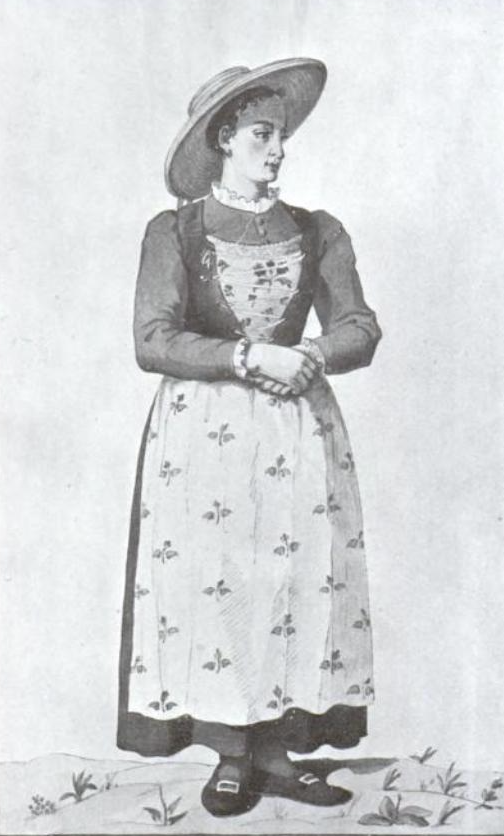
Costume tradizionale

### Simboli
Lo stemma del comune di Civiasco è stato concesso, insieme al gonfalone municipale, con il decreto del presidente della Repubblica del 16 marzo 1961.
Il gonfalone è un drappo di azzurro.

## Società

### Evoluzione demografica
Abitanti censiti

## Cultura

### Musei
È presente il Museo Civico "Ercole Durio da Roc", fondato nel 1903 da Ercole Durio ed è ubicato all'interno del Palazzo Comunale.